# Szociáldemokrata Párt (Magyarország)
A Szociáldemokrata Párt (SZDP) 1989-ben alapított magyarországi párt volt. A Magyarországi Szociáldemokrata Párt jogos örökösének tekintette magát a működő MSZDP ellenében, habár ezt a szociáldemokrata pártok nemzetközi szervezete, a Szocialista Internacionálé nem ismerte el.

## A rendszerváltás után
1989-ben újraalakult az MSZDP. A novemberi kongresszuson három irányzat jött létre: a Magyarországi Szociáldemokrata Párt (MSZDP) elnökévé Petrasovits Annát választották, míg az úgynevezett balszárny egy része, Révész András hívei három évig különváltak (Független Szociáldemokrata Párt). Egyes régi, vidéki párttagok – Takács Imre, Szabó Lajos – viszont SZDP néven alakítottak pártot, mondván: óvakodni kell a volt kádári állampárt híveitől, sok a bukott rendszer által beépített tag.
1997-ben az akkor már Kapolyi László által vezetett MSZDP tagjainak egy része átlépett a Takács Imre által bejegyzett Szociáldemokrata Pártba. Takács elhunyta után az SZDP ügyvezető elnöke Sztankovánszki Tibor. 1997-től főtitkár Bácskai Sándor, tiszteletbeli elnök Parizek Vilmos lettek, ők már 1948 előtt is, 1956-ban is funkciót viseltek. 2003-ban tiszteletbeli elnök lett Gábor Róbert, aki Peyer Károly munkatársaként kényszerült emigrációba, s Nagy Ernő, aki 1956-tól volt száműzetésben. Az SZDP a „történelmi” jelzőt is használja, hogy a folytonosságot jelezze, és megkülönböztesse magát más, a szociáldemokrata nevet használó irányzatoktól.
Az SZDP 2007-ben tartott kongresszusa megerősítette tisztségében Sztankovánszkit, Gábort és az elnökség hat tagját. Elfogadott programja, melynek szerkesztését Kulcsár Péter vezette, a Létbiztonságot, valódi demokráciát címet viseli. A demokratikus köztársaság államformáját támogatja, azonban a rendszer alapos korrekcióját szorgalmazza, a neoliberalis kapitalizmust, a totális privatizációt bírálja. Felhívta a figyelmet a válságok ismétlődésére. Az SZDP-t baloldali demokrata pártként határozza meg, amely kész más baloldaliakkal és a mérsékelt polgáriakkal való párbeszédre; a szélsőséget ellenzi.
A párt olcsóbb államot, ingyenes iskolai étkeztetést, nagyvállalatok többletadózását, – és mint alapvetően munkáspárt-  a Munkáskamara helyreállítását, a tisztességes bérezést szorgalmazta.
A párt ellen 2018-ban felszámolási eljárás indult, ami 2021-ben zárult le jogerős végzéssel.

## Alapítványok
- Társaság a Történelmi Szociáldemokráciáért[2]
- Kéthly Anna Alapítvány
- Peyer Károly Alapítvány

## Választási eredményei

### Európai parlamenti választások
| Választások | Szavazatok száma | Szavazatok aránya | Mandátumok száma | Európai parlamenti csoport | Európai parlamenti alcsoport |
| ----------- | ---------------- | ----------------- | ---------------- | -------------------------- | ---------------------------- |
| 2004-es     | 12 196           | 0,40%             | —                | —                          | —                            |

## Külső hivatkozások
- a Magyarországi Szociáldemokrata Párt iratai, Politikatörténeti és Szakszervezeti Levéltár, PIL 658. f.
- a Szociáldemokrata Párt iratai, Politikatörténeti és Szakszervezeti Levéltár, PIL 283. f.

## Ajánlott irodalom
- Kulcsár Péter: A szociáldemokrácia az eszmék történetében. Hungarovox Kiadó, Bp., 2007
- Gábor Róbert: Az igazi szociáldemokrácia. Küzdelem a fasizmus és kommunizmus ellen 1944–48. Századvég, Bp., 2001
- Sztankovánszki Tibor: Az SZDP története 1989 novembertől dokumentumok alapján Bp., 2006
- Varga Lajos (főszerk.): A magyar szociáldemokrácia kézikönyve. Napvilág Kiadó, Bp., 1999
- Kulcsár P. Az eredeti és a kicserélt szociáldemokrácia. Egyenlítő, Bp., 2008/10. sz.